# ناگای نائوتسونه
ناگای نائوتسونه (به ژاپنی: 永井 尚庸 Nagai Naotsune); ۱ ژانویهٔ ۱۶۳۱ – ۲۸ آوریل ۱۶۷۷) واکادوشیوری، کیوتو شوشیدای، سامورایی و دایمیو در دوره ادو اهل ژاپن بود.